# 岡山県立岡山南高等学校
岡山県立岡山南高等学校（おかやまけんりつ おかやまみなみこうとうがっこう）は、岡山県岡山市北区奥田二丁目にある県立全日制高等学校。

## 設置学科
- 商業科
- 国際経済科
- 情報処理科
- 生活創造科
- 服飾デザイン科

## 沿革
- 1902年5月8日 - 岡山市立商業学校開校。男女共学制。
- 1949年8月16日 - 県に移管、新制高校になり岡山県立岡山南高等学校に改称。

### 部活動
野球部（甲子園大会には春夏それぞれ５回ずつ出場）
- 1977年 - 第49回選抜高等学校野球大会に初出場。
- 1981年 - 第63回全国高等学校野球選手権大会に初出場。
- 1982年：第54回選抜高等学校野球大会
- 1983年：第65回全国高等学校野球選手権大会
- 1984年：第66回全国高等学校野球選手権大会
- 1985年：第67回全国高等学校野球選手権大会
- 1986年：第58回選抜高等学校野球大会
- 1987年：第59回選抜高等学校野球大会
- 1993年：第75回全国高等学校野球選手権大会
- 1997年：第69回選抜高等学校野球大会

## 交通機関
鉄道
- 大元駅（JR西日本・宇野線・瀬戸大橋線）

路面電車
- 清輝橋停留場（岡山電気軌道・清輝橋線）

バス
- 岡山駅〜岡電バス岡南営業所（岡電バス)

## 著名な出身者
- 浅野智治（元巨人選手）
- 石川康晴（元株式会社ストライプインターナショナル代表取締役社長）
- 卯木浩二（俳優）
- 梅本政夫（元プロ野球選手）
- 川相昌弘（元プロ野球選手、読売ジャイアンツコーチ）
- 高畠導宏（元プロ野球選手、コーチ）
- 野本圭（元プロ野球選手、中日ドラゴンズ）
- 原田のどか（ソフトボール選手、東京オリンピック金メダリスト）
- 坊西浩嗣（元福岡ダイエーホークス選手）
- 本間立彦（元日本ハムファイターズ選手）
- 森安なおや（漫画家）
- 横谷総一（元阪神タイガース選手）
- 山田直政（元読売ジャイアンツ投手）
- 山根雅仁（元広島東洋カープ選手）
- 木谷悠之介（フリーアナウンサー、元エフエム岡山アナウンサー）

## その他
- 国家資格の基本情報技術者試験（FE）の午前科目免除制度の認定校となっている[1][2]。